# The Righteous Brothers
Righteous Brothers — американський дует, утворений у Каліфорнії 1962 року. До його складу входили: Білл Медлі (англ. Bill Medley, 19 вересня 1940, Санта-Ана, Каліфорнія, США) — вокал та Боббі Хетфілд (англ. Bobby Hatfield, 10 серпня 1940, Бівер Дем, Вісконсин, США) — вокал.
Свою кар'єру Righteous Brothers розпочали виступами у каліфорнійському клубі «Black Derby», де швидко знайшли схвалення як серед білих, так і чорношкірих відвідувачів. Дзвінкий баритон Медлі у поєднанні з високим тенором Хетфілда створили характерне звучання дуету, який дебютував серією ритм-енд-блюзових синглів. Пісня «Little Latin Lupe Lu», яка була на одному з цих синглів, 1964 року здобула чималу популярність у США, після кількаразової появи у телевізійному шоу «Shinding». Дещо пізніше знаменитий продюсер Філ Спектор, запропонував дуету контракт з власною фірмою «Philles», а першим підсумком цієї співпраці став хіт «You've lost that loving felling», що посів перші місця в чартах США. Його і досі вважають одним з найкращих синглів в історії масової музики. Подібний успіх здобули два чергові сингли: «Just one in my life» та «Ebb Tide». Проте конфлікт між дуетом та продюсером став причиною несподіваного відходу Righteous Brothers з фірми 1966 року. Попри отримання «золотого диска» за композицію «(You're My) Soul & Inspiration», що була зроблена ще у стилі, розробленому Спектором, дует не зміг утримати попередню популярність і 1968 року розпався.
Медлі розпочав сольну кар'єру, а Хетфілд з новим партнером Джиммі Уолкером (Jimmy Walker) вирішив продовжити діяльність дуету під тією ж самою назвою, але їх співпраця не тривала довго. 1974 року дует відродився в оригінальному складі й взяв участь у запису альбому «Comedy Hour» Sonny & Cher. Того ж року до американського Top 3 потрапив їх сингл «Rock'n'Roll Heaven», але наступні записи знову не мали колишнього успіху. І надалі дует час від часу поновлював діяльність, щоб взяти участь у так званих ностальгійних концертах.
1987 року Медлі здобув світову популярність піснею «(I've Had The Time Of My Life», яку він виконав у дуеті з Дженніфер Вориз, а 1990 року хіт Righteous Brothers 1965 року під назвою «Unchained Melody», який було використано у фільмі «Ghost», очолив британський чарт.

## Дискографія
- 1963: The Righteous Brothers — Right Now
- 1964: Some Blue — Eyed Soul
- 1964: You've Lost That Lovin' Feelin
- 1965: Just Once In My Life
- 1965: This Is New
- 1965: Back To Back
- 1966: Soul & Inspiration
- 1966: The Best Of The Righteous Brothers
- 1966: Go Ahead & Cry
- 1966: In Action
- 1967: Sayin' Somethin
- 1967: Greatest Hits
- 1967: Souled Out
- 1968:Standarts
- 1968: One For The Road
- 1969: Greatest Hits. Volume 2
- 1970: Re-Birth
- 1973: 2 By 2
- 1974: Kingston Roads
- 1974: Give It To The People
- 1975: The Sons Of Mrs. Righteous
- 1987: The Best Of The Righteous Brothers
- 1989: Anthology (1962—1974)
- 1990: Unchained Melody… The Very Best Of The Righteous Brothers